# Athus
Athus är en ort i Belgien.   Den ligger i provinsen Luxemburg och regionen Vallonien, i den sydöstra delen av landet, 180 kilometer sydost om huvudstaden Bryssel. Athus ligger 281 meter över havet och antalet invånare är 7 227.
Terrängen runt Athus är huvudsakligen platt. Athus ligger nere i en dal. Närmaste större samhälle är Arlon, 13,2 kilometer norr om Athus. 
Omgivningarna runt Athus är en mosaik av jordbruksmark och naturlig växtlighet. Runt Athus är det tätbefolkat, med 735 invånare per kvadratkilometer.